# طريقة المشواة
طريقة غريل (بالإنجليزية: Grill)‏ أي الشوي: في علم التعمية، هي طريقة استخدمت من قبل الرياضياتيين ومحللي التعمية في مكتب التعمية البولندي في فك تعمية آلة إنجما الألمانية.
وصف ماريان ريجفسكي طريقة غريل بأنها يدوية ومملة ومن هنا جاء اسمها حيث شبهها بعملية الشواء لأنها تأخذ وقتًا، وهي تشبه طريقة بومبا بكونها تعتمد على أن توصيلات المآخذ لا تغير جميع الحروف. وبشكل غير مشابه لآلة بومبي، تتطلب طريقة غريل أزواج غير متغيرة من الأحرف أكثر من استخدامها لحروف غير متغيرة.
وجدت طريقة المشواة طريقها للاستعمال في نهاية كانون الأول 1938، في تطوير التوصيل في دوّارين الإنجما المستخدمين من قبل الألمان. وهذا كان ممكنًا بسبب حقيقة أن شبكة (Sicherheitsdienst)، استمرت باستخدام النظام القديم في تعمية مفاتيح الرسالة.